# Velké jezero (Pardubice)
Rybník Velké jezero o rozloze 5 ha se nalézá v Pardubicích v Bílém předměstí v těsné blízkosti pernštejnského vodního kanálu Halda ze kterého je napájen. V jeho těsné blízkosti se nalézají další sádkové rybníky (Nové jezero a další). Rybníky slouží pro chov ryb.

## Galerie

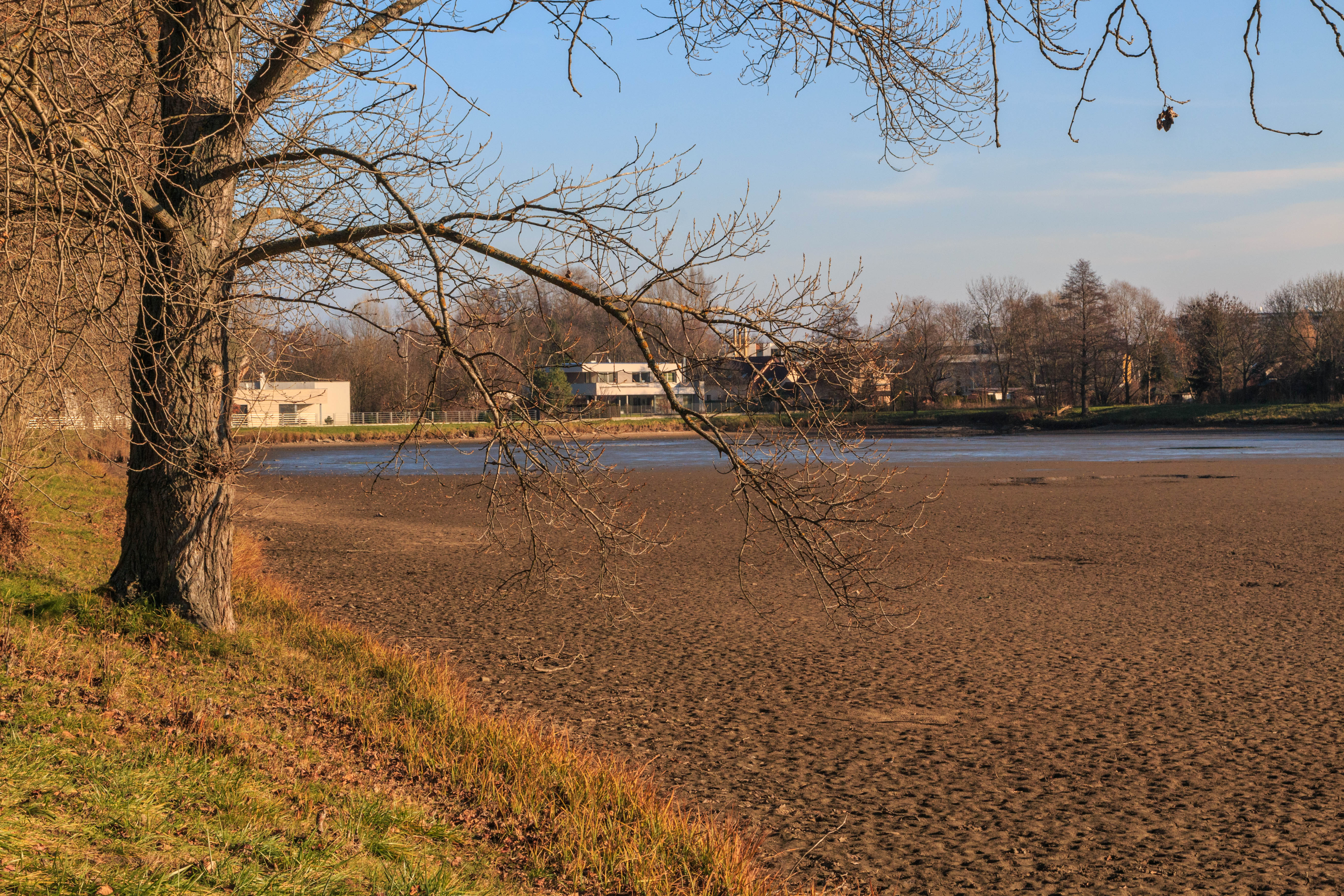
Rybník Velké jezero v Pardubicích
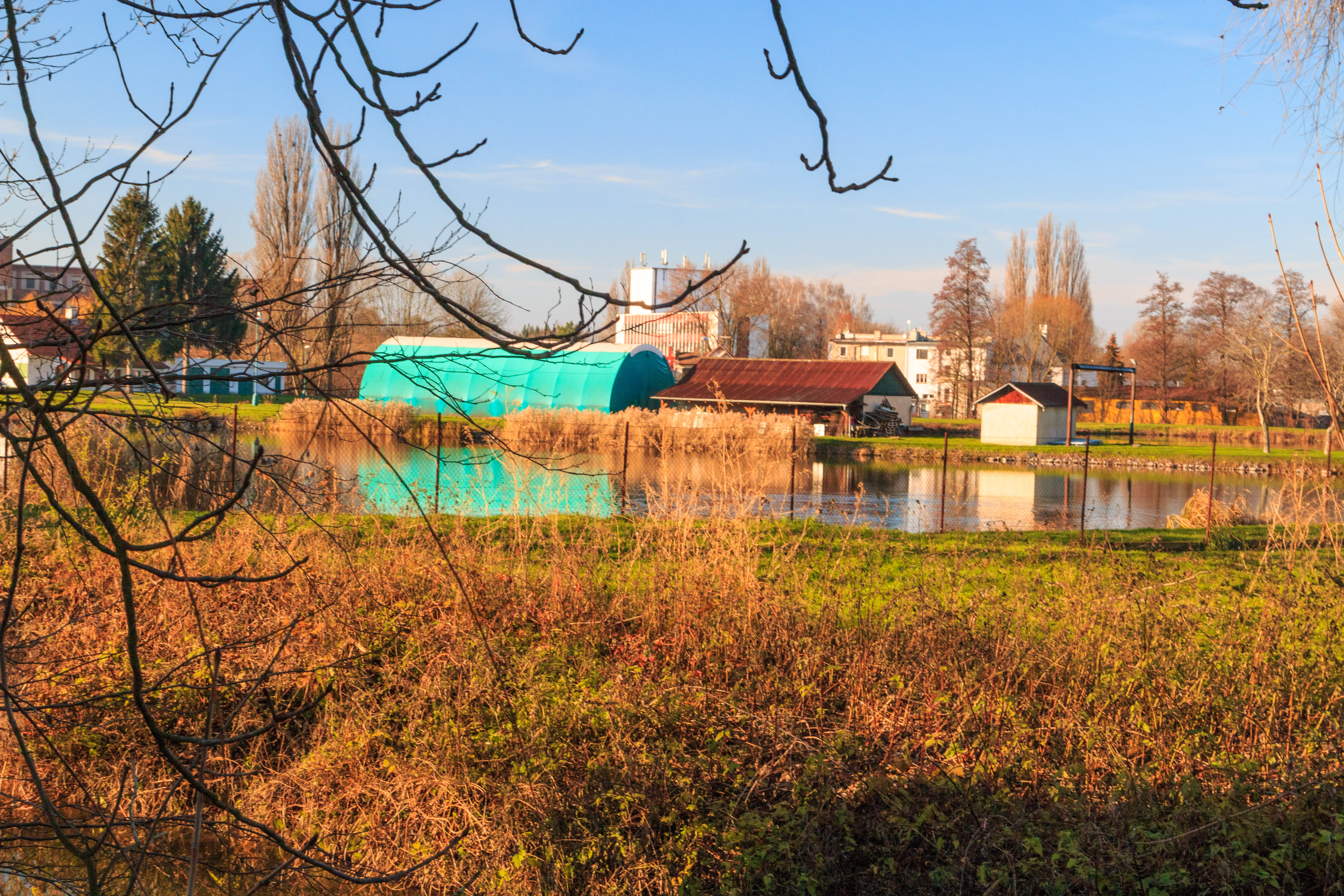
Sádkové rybníky u Velkého jezera v Pardubicích